# Wedding Present
Wedding Present è un film del 1936 diretto da Richard Wallace.

## Trama
Due giovani fidanzati sono entrambi giornalisti, ma quando lui viene promosso e mandato a New York lei lo lascia. Poco tempo dopo il giovane viene a sapere che la sua ex fidanzata sta per sposare un noiosissimo editore e torna indietro per riprendersela.